# Berchères-les-Pierres
Berchères-les-Pierres – miejscowość i gmina we Francji, w Regionie Centralnym, w departamencie Eure-et-Loir.
Według danych na rok 1990 gminę zamieszkiwały 882 osoby, a gęstość zaludnienia wynosiła 44 osoby/km² (wśród 1842 gmin Regionu Centralnego Berchères-les-Pierres plasuje się na 449. miejscu pod względem liczby ludności, natomiast pod względem powierzchni na miejscu 660.).